# 下田晶久
下田 晶久（しもだ あきひさ、1924年（大正13年） - 2009年（平成21年））は、日本の医学者（医学博士）。元旭川医科大学学長。旭川医科大学名誉教授。専門は病理学。

## 人物
北海道岩内郡岩内町生まれ。
北海道帝国大学医学部卒業。1949年（昭和24年）同大学院医学研究科修了。同医学部助手。同医学部講師。国立札幌病院検査科医長。1960年1月 北海道大学　医学博士　論文の題は　「脳血管周囲構造の電子顕微鏡的研究、脳水腫及び脳腫脹に関連して」。 1973年（昭和48年）旭川医科大学医学部教授。1974年（昭和49年）同副学長。1987年（昭和62年）旭川医科大学学長に就任。1991年（平成3年）旭川医科大学退官。同名誉教授。
父は、北海道産アスパラガスの生産を成功させた下田喜久三。

## 主な受賞歴
- 北海道医師会賞
- 勲二等瑞宝章（1999年）

## 著書・主要論文
- 『高血圧患者における泌尿器科的検索』（共著, 日本泌尿器科學會雜誌51巻, 1960年）
- 『胃癌手術の補助化学療法--MMC,5Fu使用例の検討』（共著, 医療 30巻, 1976年）
- 『余禄 : 退官にあたって』（自費出版, 1991年）